# NGC 7732
NGC 7732 ist eine Spiralgalaxie vom Hubble-Typ Scd im Sternbild Fische auf der Ekliptik. Sie ist schätzungsweise 136 Millionen Lichtjahre von der Milchstraße entfernt und hat einen Durchmesser von etwa 80.000 Lichtjahren. Gemeinsam mit NGC 7731 bildet sie das gravitativ gebundenes Galaxienpaar Holm 813 oder KPG 590 und zusammen mit drei weiteren Galaxien die NGC 7757-Gruppe (LGG 482).
Die Typ-IIP-Supernova SN 2013ft wurde hier beobachtet.
Das Objekt wurde am 27. Oktober 1864 von Albert Marth entdeckt.